# 瀧口俊介
瀧口 俊介（たきぐち しゅんすけ、1984年9月11日 - ）は、日本のアナウンサー。愛称は「タッキー」。

## 来歴・人物
東京都出身。中央大学卒業後、2008年、石川テレビ放送（ITC）入社。石川テレビ放送入社前には、日経ラジオ社（ラジオNIKKEI）が主催するレースアナウンサー養成講座を受講していた（18期生）。同年4月7日に放送開始した『石川さん情報Live リフレッシュ』を皮切りにアナウンサーとして勤務していたが、2011年4月よりアナウンス業務から離れる。
石川テレビ放送退社後はフリーアナウンサーとして活動していた。
2015年頃より、アール・エフ・ラジオ日本（RF）のアナウンサーとなる。2017年12月いっぱいでラジオ日本を退社、翌2018年1月の箱根駅伝中継を最後にアナウンサーとしての仕事から離れることを明かした。
血液型はO型。身長は181cm。趣味はシャドーボクシング、バスケットボール、競馬観戦。

## 過去の担当番組
石川テレビ時代
- 石川さん情報Live リフレッシュ[8]（2008年4月7日[7] - 2011年3月31日[注 8]。アシスタント、「タッキーの旬ダネ!」・「電話で買いまShow!」担当）[注 9]
- 石川テレビスーパーニュース（「いしかわスポーツなう」[8][11]担当）
- 北陸中日新聞ニュース
- FNN石川テレニュース
- 春の高校バレー石川県大会決勝 - 実況[4]
- 石川県ジュニアサッカー大会決勝 - 実況[4]
- 北陸マスターズゴルフ - ラウンドリポーター[4]

フリー
- エキサイトマッチ（WOWOW） - 実況[4]
- 第89回箱根駅伝予選会（ラジオ日本） - スタート・ゴール実況[4]
- 都市対抗野球大会中継（TCN） - リポーター[4]
- 全国高等学校野球選手権神奈川大会決勝戦中継（ラジオ日本） - スタンドリポーター[4]
- FC東京サッカー中継[4]（TOKYO MX制作[4]、2013年）
- 岩瀬惠子のスマートニュース（ラジオ日本） - 金曜日アシスタント[4]
- 峰竜太のミネスタ（ラジオ日本） - 峰竜太の代行パーソナリティ（2015年3月25日[24]）

ラジオ日本時代（フリー時代からの担当含む）
- ラジオ日本 土曜・日曜競馬実況中継[4][16][25] - 2012年4月よりパドック担当、2013年8月より実況も担当
- ラジオ日本ジャイアンツナイター[4] - 2012年頃よりリポーターを担当、その後実況も担当[注 10]
- Hello! I,Radio（2016年10月7日 - 2017年12月22日）